# Alessandro Morbidelli
Pour les articles homonymes, voir Morbidelli (homonymie).
Alessandro Morbidelli, né le 2 mai 1966, est un astronome et planétologue italien, particulièrement connu pour son travail à l'Observatoire de la Côte d'Azur à Nice. En 2023, il est élu professeur du Collège de France à la chaire Formation planétaire : de la Terre aux exoplanètes.

## Biographie
Alessandro Morbidelli reçoit sa laurea en physique de l'université de Milan en 1988 et devient docteur de l'Université de Namur en 1991. En 2019, il reçoit la médaille d'argent du CNRS.

## Contributions
Alessandro  Morbidelli est un spécialiste de la dynamique du Système solaire, en particulier de la formation et de la migration planétaire, ainsi que de la structure de la ceinture d'astéroïdes et de la ceinture de Kuiper.
En 2010, il met au point avec d'autres[Qui ?] l'hypothèse de la Grande Virée de Bord (en anglais, The Grand Tack), qui permet de modéliser la dynamique du Système solaire en expliquant presque entièrement sa formation et son évolution.
En 2014, l'équipe qu'il dirige avec son post-doctorant Seth Jacobson fixe l'âge de la Lune à 95 millions d'années après le début de la formation du Système solaire,.

## Publications (liste partielle)
- (en) (avec David Jewitt et H. Rauer), Trans-Neptunian objects and comets, Springer, 2008.
- (en) Modern celestial mechanics — Aspects of Solar System dynamics[PDF], nov. 2011, iii+355 p..
- (en) (avec Kevin J. Walsh, Sean N. Raymond, David P. O’Brien et Avi M. Mandell) « A low mass for Mars from Jupiter’s early gas-driven migration »[PDF], juil. 2011 DOI 10.1038/nature10201.
- (en) « Terrestrial planet formation : A new perspective »[6], conférence au congrès Origins 2011, 23 min 43 s.

### Listes complètes
- Liste de publications ou de résumés en ligne, site d'Alessandro Morbidelli

## Compléments

### Honneurs
- 1994 : Young Scientist Scientific Award de la European Geophysical Society.
- 1995 : Médaille de bronze du CNRS.
- 1996 : L'astéroïde (5596) Morbidelli, découvert en 1991[1],[7], porte maintenant son nom.
- 2000 : Prix Harold Clayton Urey[8] de la Division for Planetary Sciences de l'American Astronomical Society.
- 2009 : Prix Mergier-Bourdeix de l'Académie française des sciences[9],[10].
- 2015 : Associé étranger de l'Académie française des sciences[11].
- 2018 : Prix Jules-Janssen de la Société astronomique de France[12].
- 2019 : Médaille d'argent du CNRS.